# David Amsel Meyer
David Amsel Meyer (født 19. september 1755 i København, død 30. august 1813 sammested) var en dansk  grosserer og finansrådgiver.
Meyer var søn af købmand Amsel Jacob Meyer og dennes kusine Brendle. Han fik en mangelfuld opdragelse, men havde gode evner, især som købmand, hvad der kom ham til nytte, da han i en ganske ung alder begyndte selvstændig handel. Ved hjælp af betydelig kredit hos slægtninge i Altona og Amsterdam udvidedes hans virksomhed hurtigt, og i «den glimrende Handelsperiode» i det 18. århundredes sidste slægtled oparbejdede han en betydelig oversøisk og vekselforretning. 1780 blev han, efter nogen modstand af konfessionelle hensyn, grosserer. En tid var en broder af ham hans kompagnon; en del år efter dennes død optog han sin nevø S.S. Trier i firmaet (1793), og hermed grundlagdes således det store hus Meyer & Trier. – Huset forvandt let sine tab ved Københavns brand 1795, derimod var situationen alvorligere, da den store handelskrise 1799 gik sin ødelæggelsesgang fra England over Hamborg til København. Meyer fik da den fortrinlige idé at foreslå dannelsen af en komité med tilladelse til at udstede rentebærende sedler, som kunne udlånes til købmænd, der vare kørte fast, mod sikkerhed i deres varelager. Planen om «Komitésedler» vandt hurtig tilslutning – og benyttedes også ved senere lejlighed med held –, og Meyer selv valgtes ind i komiteen. Ved denne lejlighed traf han formentlig første gang sammen med finansminister Schimmelmann.
Meyer havde foretaget gentagne rejser, der førte ham ind i større forhold, end omgangen i hjemmet havde vænnet ham til. Med et stærkt begrænset syn på livet havde han indrettet sig på en så økonomisk måde, med mistro og uvilje over for al luksus, at der, trods betydelig velgørenhed, kom et gerrighedens og særhedens præg over ham. Hans store finansielle stilling og indflydelse gjorde ham hårdnakket i hans bornerthed. men rejserne og forbindelsen med det offentlige ved århundredeskiftet skabte for så vidt en forandring i disse forhold, som hans interesser førtes i videre retning, og da krigsårene i århundredets begyndelse viste staternes vanskelige stilling under den stigende pengenød, bragtes han til ivrig at sysle også med sit fædrelands forhold på dette område, og snart udformede hans anskuelser her sig på bestemtere måde.
I året 1806 udarbejdede Meyer en plan, hvori han fremsatte sine alvorlige betænkeligheder over for den måde, landets finansvæsen styredes på, navnlig den uafbrudte udstedelse af ufunderede sedler. Han angreb med iver den luksus, som den gang herskede, og han ville skaffe regeringen midler til sedlernes fundering ved pålæggelse af en årlig skat af 5% af alt i landet værende sølvtøj. Skatten kunne dog undgås, når man indleverede alt undværligt sølvtøj til Speciesbanken, der til gengæld skulle give 4 procents obligationer, som langsomt amortiseredes. Med hensyn til denne plan bør det erindres, at tvangslån o. l. vare almindeligere i tidligere tider end nu, og at revolutions- og napoleonstiden mange steder var de voldsomme forholdsreglers tid, også over for private rettigheder. Meyers plan var imidlertid i den henseende særlig urimelig, at det sikkert ikke havde været gørligt at få sølvet lokket frem i så store mængder, at der var opnået noget kendeligt derved, og et så odiøst forslag må naturligvis frem for alt ikke være upraktisk.
Krigstiden bragte Meyer i nøjere forbindelse med finansministeren, og Meyer virkede stadig for det formål at opsamle reelle værdier for at kunne øve så stærk modstand som muligt mod seddelderouten. I året 1808 kaldtes Meyer første gang til Frederik VI. Det var jo den gang kabinetsstyrelsens dage, hvor kongen gik sine egne veje uden om kollegier og ministre, og i disses sted trådte ofte uansvarlige rådgivere. Der er ingen tvivl om, at Meyer fra da af i en årrække har været medvirkende til adskillige af de forholdsregler, der toges for at skaffe statskassen realiteter i hænde. Han rådede til opkøb af varer, som kongen eller staten så spekulerede med, han har gjort sit til skærpelsen af udførselsforbudene, af antiluksuslovene, af formueskatterne, frem for alt af de foranstaltninger, der skulle hemme kursspekulationerne. Men det kan næppe nægtes, at forvirringen i penge- og omsætningsforholdene forøgedes ved en del af disse forholdsregler; den i tidens medfør naturlige usikkerhed i al handel og vandel sattes så at sige i system. For den indflydelse, Meyer har haft på hin tids lovstimmel – upopulær også i landets højeste kredse –, måtte han som andre af de uansvarlige rådgivere bære sin del af misstemningen eller hadet. men kulminationen nåedes dog først i det år, da han trådte i forgrunden som regeringens bestaltede agent.
I sommeren 1811 stod seddelkursen omkring 800 (parikurs var 125 Dlr. K. à 6 Mark = 100 specier sølv; når kursen var 800, var en daler i sedler altså mindre værd, end en mark skulle være). For størstedelen hidrørte dette fra forhold, der efter omstændighederne ikke kunne ændres. Staten udstedte ufunderede sedler i millionvis; udlandet skulde betales i sølv, og man fik intet sølv ind på grund af udførselens ophør; sølv eller, hvad der var det samme, veksler i Hamborger-Banko blev altså en kostbar vare, imod hvilken sedlerne fik en enorm kurs. Men yderligere bidrog unægtelig hertil spekulationen. Når spekulanterne opkøbte banko-veksler, og det ikke var for at udligne virkelige vareforretninger, gjordes seddelkursen endnu ugunstigere, den opståede bankotrang satte prisen på banko yderligere op, og man kunne da tjene ved at kaste sin banko på markedet, derefter begynde forfra, kort sagt gøre forretninger i spildifferencer og lignende. Det var imod alt dette, de nye omsætnings- og veksellove bl.a. skulle virke, men for at kunne gribe direkte ind sattes desuden Meyer nu (august 1811) til at «styre» kursen. Store beløb, indkomne ved tvangslån og lignende forholdsregler, stilledes til hans rådighed, og han opkøbte dermed banko, hvorefter alle, der ønskede banko, skulde henvende sig til ham, for at han kunne bestemme, om det var til spekulation eller reel forretning, og derefter tilbageholde eller sælge den. Men købmændene ville i længden ikke finde sig i hans censur og søgte uden om ham, selve finansautoriteterne gik også ad andre veje for at få de veksler, de skulle bruge. Den kurs, han en tid officielt fastholdt, kunne derfor se plausibel nok ud, da han fik mindre og mindre afsætning for sin banko, men i virkeligheden dannede der sig bag hans ryg private bankoforretninger, og under stigende utilfredshed fra alle sider endte operationerne til sidst med et brag. I maj 1812 var den officielle kurs 740, ved slutningen af året var den langt over det dobbelte! – ulykken var, at en i øvrigt berettiget fremgangsmåde, at opkøbe banko og holde den parat til nødstilfælde og til at bringes på markedet under akut trang, blev forvekslet med muligheden af at skabe valutaer, hvor grundlaget herfor i virkeligheden manglede. I hvert fald havde det dog været umuligt at holde stillingen over for den stedse stigende finansmisere, rent fraregnet modtrækkene fra selve deres side, i hvis tjeneste sagen foregik.
Efter udgangen af året 1811 havde Meyer trukket sig ud af firmaet Meyer og Trier, men huset havde fortsat bankoforretningerne, under Meyers ansvar og førerskab, ved de to tilbageblevne kompagnoner, Trier og M.L. Nathanson (hvilken sidste var bleven optaget i firmaet). Dette skete under stedse fornyede tilskud fra staten og under kongens fortsatte billigelse. Da en nedsat finanskommission i maj 1812 indstillede til kongen, at operationerne skulde ophøre, bebrejdede kongen den, at den fremkom med sådanne forslag uden at kunne sætte noget bedre i stedet. Først i september 1812 ophørte operationerne definitivt, og huset fik da en varm takkeskrivelse fra kongen for dets virksomhed, som det havde udført «efter vor Ønske og Vilje med lige så overordentlig Anstrengelse som umiskendelig Opofrelse». Samtidig udnævntes Meyer til hofråd.
Et års tid efter, 30. august 1813, afgik Meyer ved Døden. Hans hustru Jacobine (en Kusine) døde 24. maj 1843. Ægteskabet var barnløst. Da Meyer døde, var allerede den litterære Jødefejde begyndt, i sit ophav her hjemme ikke lidet påvirket af misstemningen mod den meyerske indflydelse. Vreden over denne spores endnu i den polemik, der samfulde 40 år efter opstod mellem M.L. Nathanson og A.S. Ørsted om hin periode af vort offentlige liv. – Meyer var et utvivlsomt betydeligt finanstalent med en efterhånden erhvervet stor almensans, men med følelig mangel på almendannelse, med mange rigtige ideer – rigtigere, end hans samtid vidste af og forstod at vurdere –, men ikke tilstrækkelig skolede, en loyal og patriotisk kongens tjener, men uden betingelser for at indtage en ledende stilling i offentlige forhold. Efter Meyers død knyttedes hans navn til mangfoldige offentlige formål gennem den fundats, hans eksekutorer udarbejdede. I fundatsen (kongelig konfirmation 20. december 1822) disponeredes der over o. 300 000 Rbdl. sølv, hvoraf noget over 200 000 Kr. kom københavnsk jødisk skole- og fattigvæsen til gode, hen ved 400 000 Kr. en tredive af hovedstadens og landets institutioner for videnskab, kunst, skolevæsen og sygepleje m. m.
Huset Meyer og Trier fortsattes syv år efter Meyers død. Dets rigdom ansås for uhyre, men spekulationer og de stedse ulykkeligere konjunkturer medførte dets ruin i sommeren 1820 (omtrent samtidig med det andet af vore største huse, det rybergske firmas fald). Dets passiver udgjorde omkring 5 Mill. Kr. Nutidsmøntl forretningen søgtes efter nogen tids forløb på ny oparbejdet af de tidligere interessenter og under samme firmanavn, samtidig med at kommissærerne arbejdede på likvidationen af det gamle bo ved akkorder og prolongationer osv., men i året 1831 gik huset anden gang fallit og ophørte for stedse.